# Kurumin
Kurumin était un système d'exploitation de type GNU/Linux en portugais.
C'était une distribution live CD, réputé pour la qualité de la reconnaissance du matériel.
Utilisé par le gouvernement brésilien, qui s'est ouvertement prononcé pour l'utilisation des logiciels libres, c'était également une des distributions Linux les plus populaires au Brésil.
Le projet a été abandonné en janvier 2008, faute de soutien.